# Berula burchellii
Berula burchellii är en växtart i släktet bäckmärken och familjen flockblommiga växter. Den beskrevs av Joseph Dalton Hooker och fick sitt nu gällande namn av Krzysztof Spalik & Stephen R. Downie.

## Utbredning
Arten är endemisk på St. Helena.